# Стар-Веллі (Аризона)
Стар-Веллі (англ. Star Valley) — місто (англ. town) в США, в окрузі Гіла штату Аризона. Населення — 2484 особи (2020).

## Географія
Стар-Веллі розташований за координатами 34°15′15″ пн. ш. 111°13′16″ зх. д. / 34.25417° пн. ш. 111.22111° зх. д. (34.254201, -111.221115).  За даними Бюро перепису населення США в 2010 році місто мало площу 93,58 км², з яких 93,55 км² — суходіл та 0,02 км² — водойми.

## Демографія
Згідно з переписом 2010 року, у місті мешкало 2310 осіб у 1063 домогосподарствах у складі 639 родин. Густота населення становила 25 осіб/км².  Було 1531 помешкання (16/км²).
Расовий склад населення:
| - 91,4 % — білих - 1,5 % — корінних американців - 0,5 % — азіатів - 0,2 % — чорних або афроамериканців - 0,1 % — вихідців з тихоокеанських островів - 3,8 % — осіб інших рас |

До двох чи більше рас належало 2,5 %. Частка іспаномовних становила 9,9 % від усіх жителів.
За віковим діапазоном населення розподілялося таким чином: 18,4 % — особи молодші 18 років, 55,3 % — особи у віці 18—64 років, 26,3 % — особи у віці 65 років та старші. Медіана віку мешканця становила 51,8 року. На 100 осіб жіночої статі у місті припадало 98,3 чоловіків;  на 100 жінок у віці від 18 років та старших — 98,5 чоловіків також старших 18 років.
Середній дохід на одне домашнє господарство  становив 38 453 долари США (медіана — 26 746), а середній дохід на одну сім'ю — 56 689 доларів (медіана — 50 300). Медіана доходів становила 61 515 доларів для чоловіків та 26 250 доларів для жінок. За межею бідності перебувало 18,0 % осіб, у тому числі 4,1 % дітей у віці до 18 років та 9,1 % осіб у віці 65 років та старших.
Цивільне працевлаштоване населення становило 692 особи. Основні галузі зайнятості: роздрібна торгівля — 22,3 %, науковці, спеціалісти, менеджери — 16,8 %, освіта, охорона здоров'я та соціальна допомога — 16,8 %.